# José Ignacio Chaquert
José Ignacio Chaquert (Caracas 1830- Caracas 1864) fue un pintor y grabador venezolano.

## Biografía
Hijo de Ignacio José Chaquert e Hipólita del Cotarro. Su padre llegó a Venezuela procedente de Cádiz (España) en el año 1827, desde entonces desempeñó puestos importantes en la administración pública. José Ignacio Chaquert, hijo, estudió en el Colegio La Paz en Caracas, en donde recibió clases de dibujo lineal y natural por parte del artista Carmelo Fernández. Mientras tanto colabora con sus dibujos en un periódico. En 1844 la Academia de Matemáticas le otorga el título de Agrimensor Público, siendo aun estudiante en el Colegio La Paz. En 1845 está entre los alumnos civiles de la Academia de Matemáticas aunque no llega a graduarse. El artista Carmelo Fernández era el profesor de dibujo de dicha Academia, quien lo motiva a experimentar con la litografía.
Su familia se traslada a España, donde continua sus estudios en Sevilla y en la Academia de San Fernando en Madrid, durante 4 años. En Madrid realizó copias de la Virgen del Paño de Rafael Sanzio, El Niño de la Espina de Francisco de Zurbarán y la Aparición de San Francisco de Bartolomé Estebán Murillo. Esta última pieza inicialmente perteneció al convento de las monjas carmelitas de Caracas y después al museo de la pintura de la Academia de Bellas Artes. 
Regresó a Caracas y realiza los retratos de Jorge Feniter y Ignacio Marturet que fueron alabados en la prensa local. El 9 de agosto de 1853 concursó para optar a un cargo de profesor de dibujo en la Universidad Central. El 21 de octubre ganó el cargo. Se dedicó a la enseñanza de pintura y dibujo natural y topográfico. 
En 1854 el Concejo Municipal lo comisiona para realizar el retrato del general José Gregorio Monagas. Al estallar la Guerra Federal se enlista en las tropas de Ezequiel Zamora y dirige la construcción del sistema de trincheras ideado por Zamora. A la par realiza varios retratos, como el de José Antonio Díaz Landaeta (ca.1860, colección GAN), uno de Ezequiel Zamora y se le atribuye una litografía sin firma en la obra La Batalla de Santa Inés, Canto a Zamora, de Amenodoro Urdaneta, (impresa por Juan Francisco Manrique, Caracas, 1864). Al finalizar la Guerra Federal alcanza el grado de coronel de infantería. El 19 de agosto de 1863, se comunica en la prensa el regreso de Chaquert a Caracas, como el compañero de Zamora y partidario de los principios federales. A partir de entonces imparte clases de dibujo topográfico, lineal y arquitectónico en la Academia Militar, y ocupará el puesto del artista Antonio José Carranza en la dirección de la Academia de Dibujo y Pintura. No hay claridad en torno a la fecha de su muerte.
Como ingeniero civil estuvo a cargo de los trabajos del acueducto de Catia, también estuvo encargado de estudiar la hidrografía del Estado Guzmán Blanco (hoy en día Estado Miranda), en su informe proponía traer aguas del río Guárico a Villa de Cura, Estado Aragua.